# Dinijar Rinatowitsch Biljaletdinow
Dinijar Rinatowitsch Biljaletdinow (russisch Динияр Ринатович Билялетдинов, tatarisch Динияр Ринат улы Билалетдинев; * 27. Februar 1985 in Moskau) ist ein russischer Fußballspieler tatarischer Herkunft.

## Karriere
Von 2004 bis 2009 spielte Biljaletdinow bei Lokomotive Moskau in der ersten russischen Liga. Dort war er auch Kapitän der Mannschaft. In 150 Ligaspielen erzielte er 31 Tore.
Im August 2009 wurde sein Wechsel zum FC Everton nach England bekannt. Er unterschrieb einen Fünf-Jahres-Vertrag bei den „Toffees“. Die Ablösesumme soll bei 8,4 Millionen Euro liegen. Im Januar 2012 wechselte er zurück in die Heimat zu Spartak Moskau.
Seit 2005 spielt er auch in der russischen Nationalmannschaft. Außerdem gehört Biljaletdinow zum Kader Russlands, den Guus Hiddink zur EM 2008 in Österreich und der Schweiz nominiert hat.

## Titel und Erfolge
- Russischer Meister: 2004
- Russischer Supercup-Sieger: 2005
- GUS-Pokal: 2005
- Russischer Pokal: 2007
- Bronze bei der Fußball-EM 2008
- Russlands Nachwuchsspieler des Jahres: 2004